# Sarinagen
Sarinagen is een bestuurslaag in het regentschap Bandung Barat van de provincie West-Java, Indonesië. Sarinagen telt 6587 inwoners (volkstelling 2010).